# Кирпичёв, Константин Львович
Константи́н Льво́вич Кирпичёв (1844—1910) — инженер-генерал, заслуженный профессор Николаевской инженерной академии и почётный член её конференции, военный писатель.

## Семья
Родился 26 июня 1844 года в многодетной дворянской семье военного инженера-полковника, преподавателя математики в Николаевском инженерном училище Льва Матвеевича Кирпичёва (1808—1862) и его жены Елены Константиновны Кирпичёвой (1818—1877; урожденная Брун).
Его братья:
- Лев Львович (1840—1890) — генерал-майор, профессор Михайловской артиллерийской академии, учёный-баллистик, теоретик артиллерийского дела.
- Нил Львович (1850—1927) — инженер-генерал, профессор Николаевской инженерной академии, электротехник.
- Виктор Львович (1845—1913) — тайный советник, директор Технологического института, автор классических работ по теории сопротивления материалов.
- Михаил Львович (1848—1875) — учёный-химик, соратник Д. И. Менделеева
- Иван Львович (1853—1883) — штабс-капитан.

## Биография
Образование получил в Полоцком кадетском корпусе, по окончании которого 12 июня 1862 года был принят во 2-е военное Константиновское училище. Выпущен 12 июня 1863 года в 6-й сапёрный батальон. В этом же году принял участие в подавлении восстания в Польше. 27 июля 1865 года произведён в поручики.
31 октября 1867 года Кирпичёв закончил прохождение курса наук в Николаевской инженерной академии и был определён в дополнительное отделение этой академии. 29 ноября 1867 года произведён в штабс-капитаны. 6 апреля 1868 года переведён в военные инженеры в Киевский военный округ. 28 марта 1871 года произведён в капитаны.
24 июля 1874 года был назначен помощником делопроизводителя канцелярии Инженерного комитета по искусственной части.
2 ноября 1876 года, перед началом русско-турецкой войны, Кирпичёв по собственному желанию отправился в действующую армию, где был назначен помощником старшего адъютанта полевого инженерного управления, 27 марта 1877 года произведён в подполковники. Здесь принимал деятельное участие в постройке мостов через Дунай, а затем был начальником военно-дорожного отдела в Болгарии.
11 ноября 1878 года был назначен преподавателем фортификации в Николаевской инженерной академии и училище по отделу военных сообщений. Читал курс мостов в Технологическом Императора Николая I институте, где в 1886 году получил звание адъюнкт-профессора. 20 марта 1880 года произведён в полковники.
В 1890 году был назначен ординарным профессором Николаевской инженерной академии и 30 августа произведён в генерал-майоры; 21 марта 1891 года занял должность помощника начальника Главного инженерного управления; в 1896 году получил звание заслуженного профессора и 6 марта 1903 года назначен постоянным членом Инженерного комитета. 6 декабря 1899 года получил чин генерал-лейтенанта.
В начале 1909 года, вследствие тяжёлой болезни, вышел в отставку с чином инженер-генерала.
Скончался 30 марта 1910 года.

## Литературная деятельность
Военно-литературная деятельность Кирпичёва выразилась в непрерывном, в течение многих лет, сотрудничестве в «Инженерном журнале», где он, между прочим, вёл отдел по обзору иностранной инженерной литературы. Из его многочисленных статей заслуживают быть отмеченными: «Переправы в кампанию 1877—78 гг.» (1881); «О культурном значении подрывных работ» (1879); «Несколько слов о приборах для измерения напряжения частей мостовых и стропильных ферм» (1879); «О воспламенении замороженного динамита» (1881); «Военные мосты»; «Блок-системы»; «Сен-Готардский туннель». Всего в «Инженерном журнале» им было опубликовано более 200 статей.

## Награды
Среди прочих наград Кирпичёв имел ордена:
- Орден Святой Анны 3-й степени с мечами и бантом (1878 год)
- Орден Святого Владимира 4-й степени (1879 год)
- Орден Святого Станислава 2-й степени (1883 год)
- Орден Святого Владимира 3-й степени (1893 год)
- Орден Святого Станислава 1-й степени (1894 год)
- Орден Святой Анны 1-й степени (1903 год)
- Орден Святого Владимира 2-й степени (1907 год)